# Corned-beef

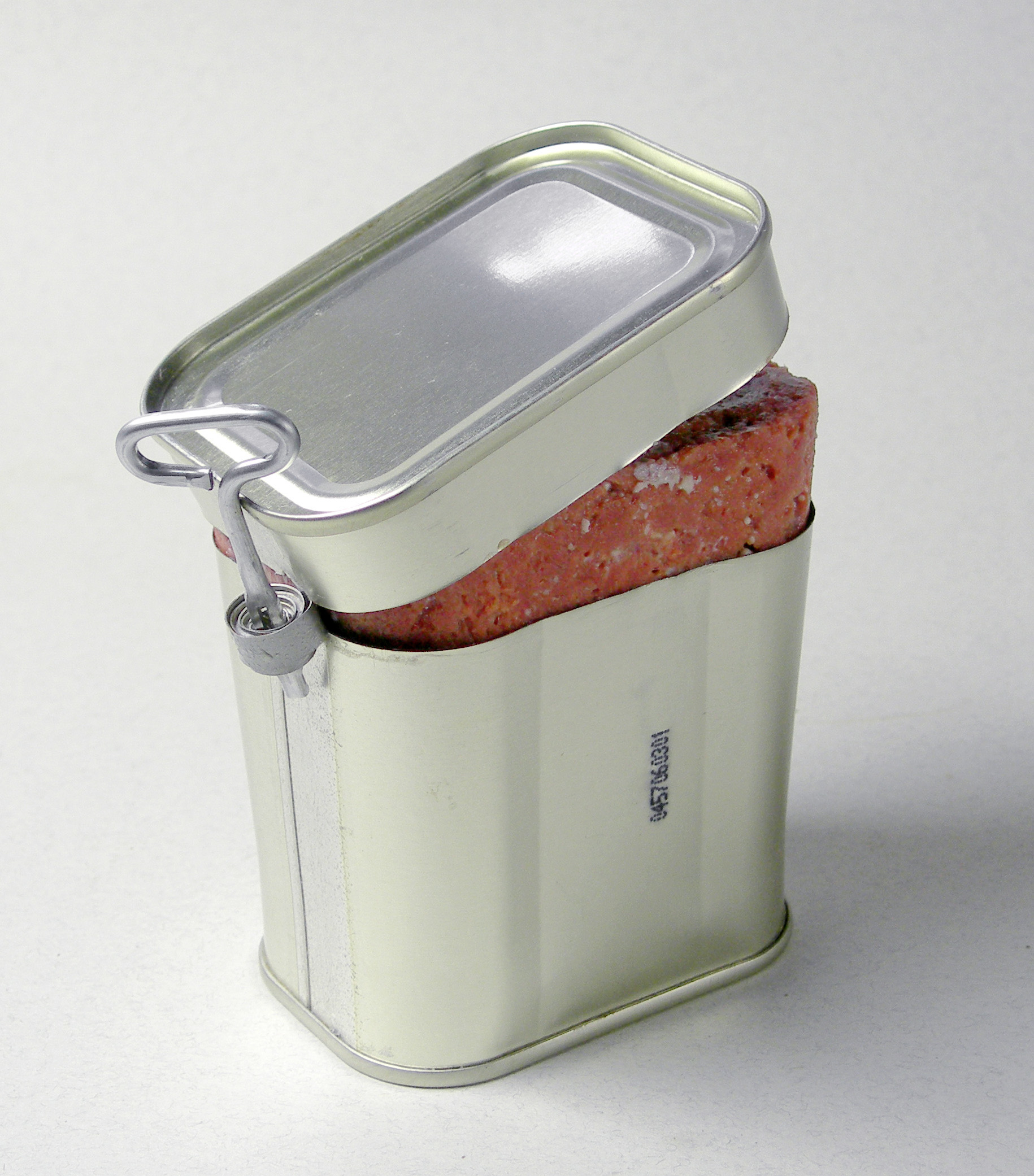
Boîte de corned-beef.

Le corned-beef est une préparation culinaire de viande de bœuf qui se présente sous deux formes : soit en une pièce de viande (généralement la poitrine), dite « demi-sel », qui a été préparée dans une saumure, soit en « menus morceaux agglomérés de bœuf maigre, additionnés d'un mélange salant et mis en conserve, qui se consomme tel quel en tranches ne se déchiquetant pas », moulé en forme de pain.
Dans les pays anglophones, « corned beef » est le terme utilisé pour les deux formes ; dans les pays francophones, depuis la Seconde Guerre mondiale, « corned-beef » s'applique à la deuxième forme, commercialisée en boîte de conserve métallique.
Le corned-beef a joué un rôle important dans l'alimentation des soldats, des prisonniers et des civils. Il se trouve partout dans le monde.

## Étymologie et orthographe

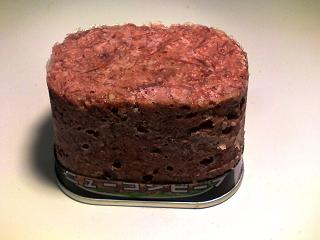
Corned-beef japonais.

Corned-beef vient de l’anglais beef (« viande de bœuf ») et corned (« assaisonné de grains (corn) de sel » pour la conservation).
L'appellation corned beef est apparue en anglais au milieu du XVIe siècle, une centaine d'années avant l'apparition de son synonyme bully beef, formé par dérive de l'expression française bœuf bouilli.
La forme corn'd-beef est attestée dans les textes français, dès 1716, par Le Cuisinier royal et bourgeois de François Massialot ;  Brillat-Savarin, qui utilise également cette graphie, précise dans la Physiologie du goût qu'il s'agit de bœuf à mi-sel. 
En 1881, sort des usines de Fray Bentos, le « Compressed Cooked Corned Beef » en boîte de conserve, premier du genre à être vendu dans le monde entier, et distribué par Liebig.
Nathalie Moffat, dans sa nouvelle « Nuits sans importance » publiée par la revue Les Temps modernes en 1945, utilise « corned-beef », pour désigner un soldat américain. Raymond Queneau francise l'appellation en « cornède bif » dans Zazie, en 1959.
Le corned-beef, en tant qu'agglomérat de menus morceaux en boîte, est connu sous le nom de « singe » dans les pays francophones. Selon le Dictionnaire du Français non conventionnel de Cellard et Rey, l'appellation serait née au XIXe siècle, lorsque les soldats français en poste en Côte d'Ivoire auraient été réduits à manger de la viande de singe. D'aucuns pensent qu'une étiquette de boîte de corned-beef représentait l'animal. D'autres encore rappellent qu'un ouvre-boîte faisant partie du paquetage réglementaire en 1916-1918 portait la marque « Le singe ». Une autre piste, confirmée par un blog américain [Lequel ?] spécialisé en recettes à partir de rations militaires au 20e siècle, est qu'une des marques et provenances du corned-beef fourni par l'armée française était de Madagascar. Cette île étant peu connue pour ses élevages bovins, les soldats français, facétieux, auraient redéfini le contenu de ces boîtes. 
Au Canada, selon le Grand dictionnaire terminologique, l'appellation « corned-beef », « emprunté tel quel en français », doit être écrite entre guillemets et avec trait d'union sur les étiquettes et emballages, et non traduite par bœuf pressé, parce qu'« il existe au Canada plusieurs viandes pressées dont la fabrication est différente de celle du « corned-beef » ».

## Composition
Le Codex alimentarius donne une définition précise du produit :
- « viande désossée, salée et hachée, provenant de la carcasse d'animaux de l'espèce bovine et pouvant comprendre la viande de la tête, du cœur et de la partie musculaire du diaphragme » ;
- préparation à partir de viande de bœuf coupée en gros morceaux et précuite, ou de cette viande précuite et d'au maximum 5 % de bœuf cru ajouté ; dans les deux cas, « la viande doit être salée avant ou après la mise en récipient » ;
- stabilisation de la préparation à température ambiante et élimination des risques sanitaires par un traitement thermique après fermeture hermétique du récipient ;
- salage dans la masse par sel alimentaire et nitrite de sodium ou nitrite de potassium ;
- autres ingrédients autorisés : saccharose, sucre inverti, dextrose, lactose, maltose, sirop de glucose (y compris le sirop de maïs) ;
- teneur totale en protéines égale ou supérieure à 21 % m/m ;
- possibilité de coupe à l'état réfrigéré ;
- teneur des additifs (agents de conservation, antioxygènes) et des contaminants (plomb, étain) ;

Il indique également les normes d'hygiène et d'étiquetage, ainsi que les méthodes d'analyse pour le nitrite, le plomb et l'étain.
Les spécifications de la Fédération internationale des Sociétés de la Croix-Rouge et du Croissant-Rouge précisent que le corned-beef peut contenir au maximum 60 % d'humidité, 15,5 % de graisse, 1 % de sucre, 3,5 % de matière sèche.
Le zébu est parfois utilisé. Dans les années 1960, à Madagascar, « environ neuf millions de têtes de zébus alimentaient des industries du froid et de conservation qui fournissaient, entre autres, le corned-beef des rations de l'Armée française. » ; l'Éthiopie transforme également ses zébus d'élevage en corned-beef pour l'exportation.

## Historique

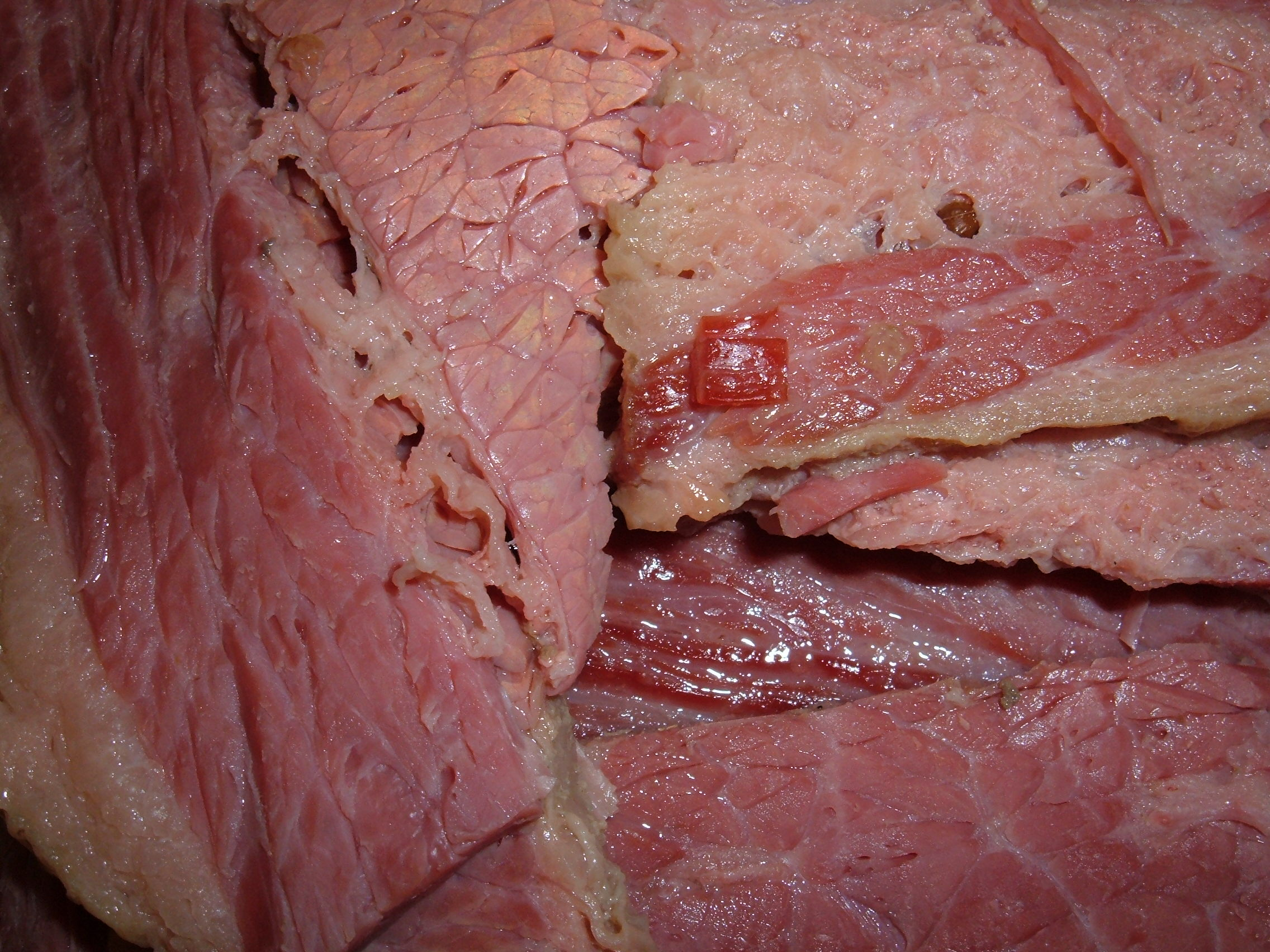
Corned beef cuisiné.

### Corned-beef cuisiné
L'usage du sel pour la conservation des aliments remonte à la plus haute Antiquité. En ce qui concerne le porc et le bœuf, la conservation s'est faite par salaison ou saumurage.
En Europe occidentale, le bœuf salé est utilisé tant par le peuple que par les nobles. On en trouve des mentions sérieuses en Normandie dès le XIIe siècle. À l'époque de Charles d'Angoulême, on piquenique avec, notamment, une « grosse et tremblante pièce de bœuf salé ». La description d'un repas donné en 1483 dans le Comté de Hainaut par Jean II de Trazegnies précise que furent servies, entre autres mets du troisième service, des poitrines de bœuf salé. Sous Henri VIII d'Angleterre, il est ordonné de servir à une dame d'honneur « une pièce de bœuf salé, une tranche de bœuf rôti (roast-beef), quelque fricassée de notre cuisine, un pain de quatre livres et un gallon de bière forte ».
Dès l'époque des « Grandes découvertes », le bœuf salé fait partie des aliments embarqués à bord des bateaux, pour les voyages au long cours, et constitue ensuite une base alimentaire, transportée depuis la métropole par la marine marchande, pour les colons comme pour les esclaves. Une ordonnance de Louis XIV de mars 1685, dite le Code noir (premier acte législatif français à réglementer l'esclavage), prévoit l'obligation pour le maitre de fournir à l'esclave de plus de dix ans, de la farine de manioc, du poisson et du bœuf salé (à raison de deux livres par semaine).

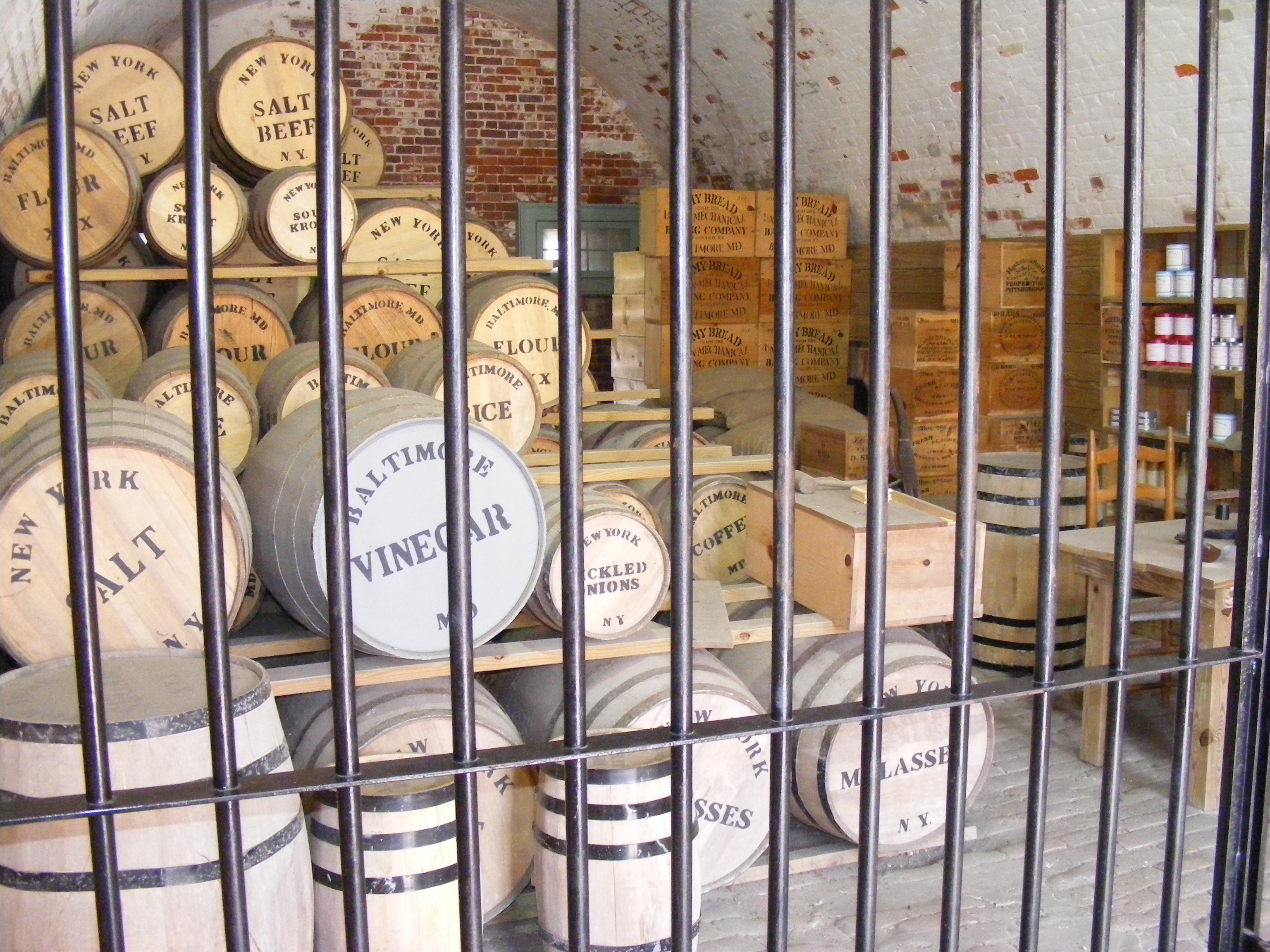
Barils de bœuf salé dans la reconstitution d'un stock de la guerre civile américaine, au Fort Macon State Park, Caroline du Nord.

On considère qu'à la fin du XVIIIe siècle, le bœuf salé nécessaire, sur un négrier, pour les 30 à 40 membres de l'équipage (les esclaves n'étant nourris que de fèves et de riz), coute 10 livres par jour (et le voyage dure quelque 12 mois). Le bœuf salé, issu de l'élevage irlandais et transporté en barils, est en ce temps-là « préféré à toutes autres viandes salées en raison de son prix et de sa qualité due à l'emploi de sel portugais meilleur que le sel français ».  On en fabrique cependant dans bien d'autres régions comme aux bords de la mer Noire.
Ce type de viande est également utilisé par les armées et peut faire l'objet d'âpres négociations et de malversations comme le prouve un compte-rendu de séance de la Convention nationale, en 1792 à Paris.
C'est tout à la fin du XVIIIe siècle, en raison de l'impérieuse nécessité d'alimenter correctement les soldats, que le mode de conservation des denrées va évoluer grâce à Nicolas Appert (qui invente la stérilisation par la chaleur en 1795) et va déboucher sur la production de corned-beef en boîte métallique. En attendant cette phase d'industrialisation, les militaires, même en poste comme à Sainte-Hélène, subissent des problèmes de santé conduisant à une mortalité hors norme en raison d'une alimentation dépourvue de viande fraiche, basée principalement sur le bœuf salé, parfois recouvert en plus d'une « saumure antiscorbutique », composée d'alun, de gomme adragante et de garance, qui sert en réalité de levain à la fermentation.

#### Fabrication, consommation
Faire du bœuf salé ne semble pas très difficile. L'une des méthodes les plus courantes est de trancher la viande préalablement désossée, de la saler (à raison « d'un sixième de sel sur le poids de viande à saler »), d'y ajouter éventuellement des épices et du salpêtre qui conserve la couleur, et de la placer dans un tonneau fermé où le sel pénètre la chair qui rend un jus formant une saumure avec l'excédent de sel.

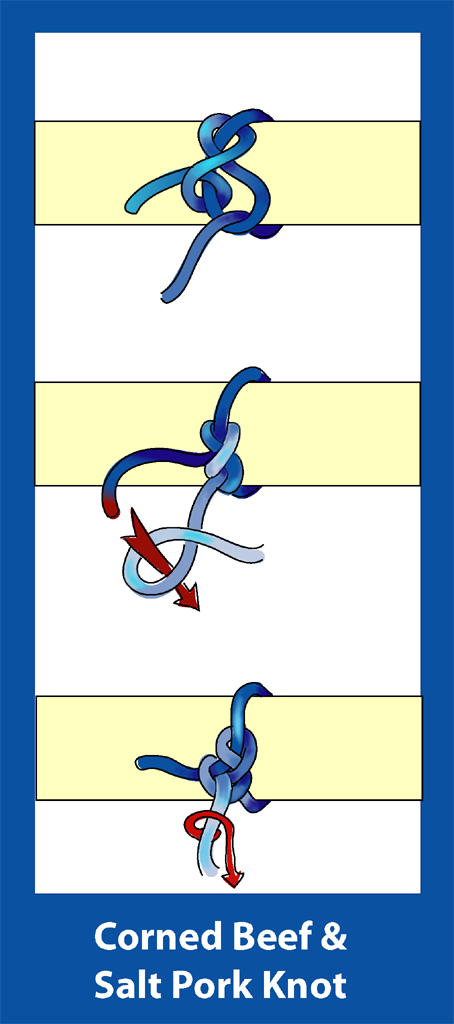
Le nœud « corned-beef ».

Avant la cuisson, la pièce de viande est rincée et mise à tremper dans une grande quantité d'eau froide pour la dessaler. On peut ensuite la ficeler en utilisant un type de nœud particulier qui permet de resserrer le ficelage car le bœuf se rétrécit pendant la cuisson en bouillon. 
Cette viande savoureuse a été utilisée, à la fin des années 1800, comme substitut au lard traditionnel par les immigrants irlandais à New York qui avaient appris de leurs voisins juifs l'existence de cette alternative moins coûteuse. Accompagnée de chou, elle constitue toujours, au XXIe siècle et pour les Américains d'origine irlandaise, la base du repas traditionnel pour la fête de la Saint-Patrick.

### Corned-beef en boîte
L'invention de Nicolas Appert est bientôt améliorée, par lui-même et par diverses personnes. L'une des plus connues est Pierre Durand qui fait breveter en 1810, en Angleterre, l'appertisation en boîte de fer blanc. Mais on note aussi, quant au perfectionnement de l'appertisation de la viande : 
- En 1807, monsieur de Besch présente à l'Académie d'Erfurt le procédé suivant : la viande est cuite aux trois quarts à l'aide de vapeur, râpée ensuite et séchée à l'air avant d'être entassée dans des tonneaux ou des boîtes de fer blanc ; la « poudre grossière », placée dans un sachet, est cuite en bouillon et mangée en hachis[22].
- En 1824, Nicolas Appert obtient un prix de la Société d'Encouragement pour l'industrie nationale pour une boîte de 17 kg de bœuf[23].
- Un monsieur Vuilliaumetz interpose une petite lame entre le goulot et le bouchon et la retire dès que la vapeur s'échappe ; il essaie aussi le placement, au milieu du couvercle des boîtes, d'une zone d'étain percée d'un trou qu'on referme avec un clou en étain lorsque la vapeur fuse.
- Fastier élève à 110 °C la température du bain en y ajoutant du sel ou un mélange de sel et de sucre (en 1839) mais cette solution, outre le fait qu'elle salit les boîtes, demande des précautions qui peuvent ralentir le travail.
- Raymond Chevalier-Appert[N 3] élève la température de chauffe des boîtes soudées en fonction du type de denrées grâce au manomètre de l'autoclave ; pour le bœuf, il faut un « degré correspondant à la pression de ½ ou ¼ d'atmosphère au-delà de la pression ordinaire (0,76 m de mercure) »[24].
- Un certain Durand, dans les années 1850, présente ses produits au conseil d'hygiène de Lorient et une attestation d'un capitaine de vaisseau qui affirme qu'une boîte de ces conserves, après trois années de voyage par bateau, offrait du bœuf parfaitement conservé[25].
- Martin de Lignac parvient à expulser complètement l'air des boîtes et produit une viande mi-cuite, peu désagrégée, qui donne après cuisson en bouillon un « excellent bouilli ». Il invente aussi un système de conservation sous volume réduit : le bœuf frais, tranché en fines lanières, est partiellement desséché dans une étuve puis comprimé dans les boîtes de fer blanc, les vides étant remplis de bouillon chaud à demi concentré ; les boîtes soudées, placées dans l'autoclave, sont prêtes pour l'expédition à leur sortie de la machine. « En mai et juin 1855, un million de rations, de ces conserves, à 70 centimes, représentant chacune 300 grammes de viande fraiche, plus le bouillon interposé, ont été livrées à l'armée d'Orient »[24].

Parmi les autres personnes citées comme ayant perfectionné le système Appert, il y a aussi messieurs Powels, Hogarth, John Moir, Cooper, Gillon et Winslow. La production se fait dans divers pays et les exportations deviennent courantes.
 

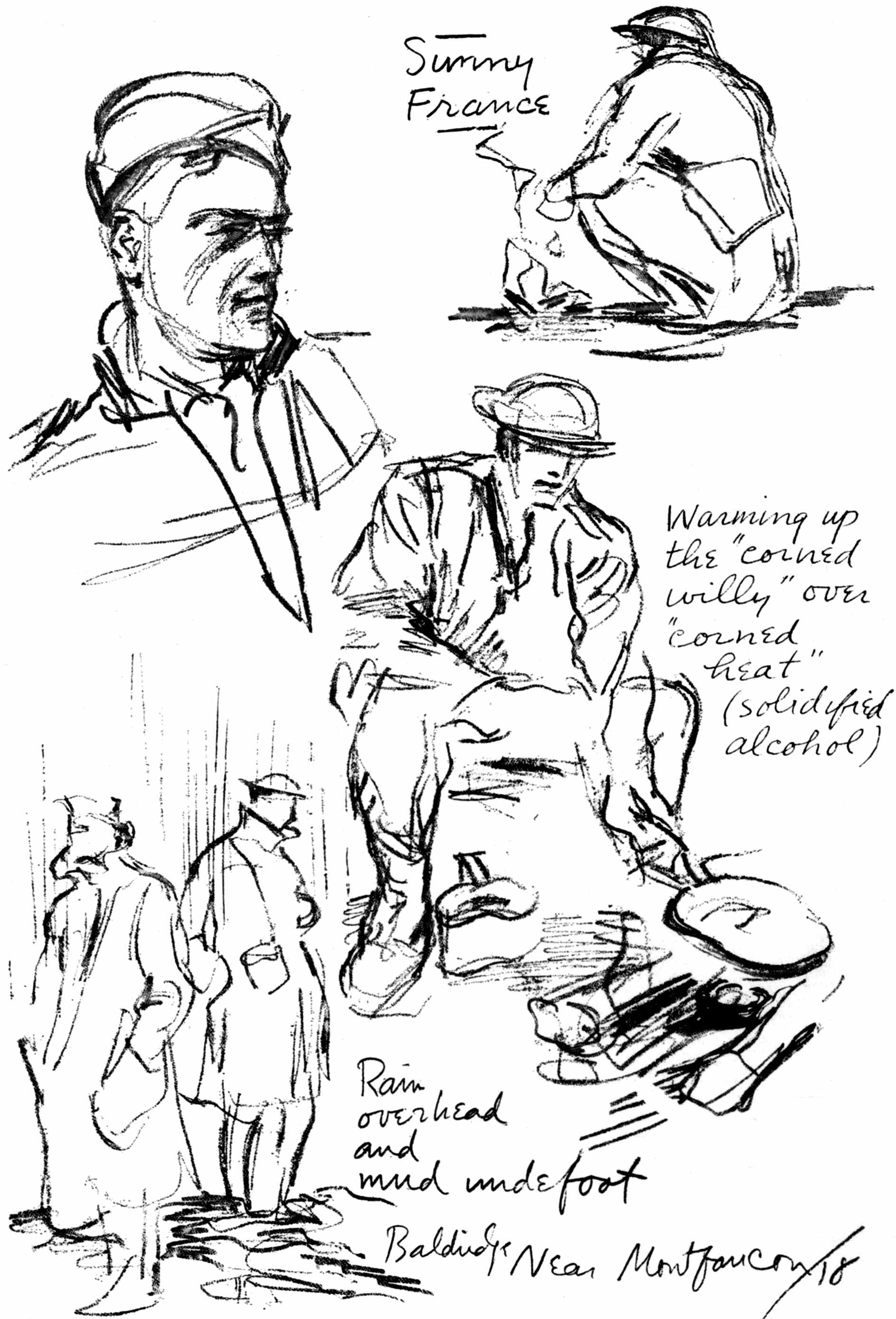
Croquis de soldats par Cyrus Leroy Baldridge, 1919.

Le bœuf en boîte sert désormais dans l'armée et la marine de toutes les grandes nations de l'époque, même s'il est peu apprécié des soldats : « ces viandes gélatineuses, cuites dans leur jus, ne sauraient remplacer ni la viande fraiche bouillie, ni surtout la viande rôtie ». Il constitue une alternative efficace car le bétail sur pied, difficile à nourrir en déplacement, supporte difficilement les longs transports, perd poids et qualité, et arrive parfois malade.
Get in line!

For rice, pay-day, pills, and ration,

For corned-willy, army fashion,

In Hoboken, in the trenches,

In a station with the Frenchies,

In a line,.
Nombreux sont les souvenirs de ration militaires de corned-beef (souvent dénommé corned-willy dans le jargon de l'armée américaine), que ce soit à l'ordinaire de la Brigade française d'Orient à Massawa en 1841, sur la Ligne Maginot, ou dans les camps de prisonniers où la denrée est fournie parcimonieusement (parfois à raison de deux à trois cuillerées par jour).
Le corned-beef constitue donc aussi un créneau commercial important pour les grands industriels de la viande. Par exemple : 
- Nelson Morris crée en 1859, à Chicago, la Morris & Co et fournit l'armée de l'Union durant la guerre de Sécession ; son fils Edward développe la firme et devient le King of the World‘s Packers (traduit par le « roi du corned-beef » en France)[33] ;
- À Chicago toujours, la Libby, McNeill & Libby, formée par l'association des frères Arthur et Charles Libby avec Archibald McNeill en 1868 pour la vente de viande en saumure, lance en 1875 une forme de boîte trapézoïdale qui fait la popularité de son corned-beef auprès du public et subsiste jusqu'au XXIe siècle[34] ;
- En 1873, la Liebig Extract of Meat Company de Justus von Liebig et du Belge George Christian Giebert, qui produit déjà de l'extrait de viande depuis 10 ans dans son usine uruguayenne, se lance dans la production de corned-beef et le commercialise sous la marque « Fray Bentos », du nom du port où elle est implantée ; rachetée en 1924 par le groupe anglais Vestey, l'usine va employer à son apogée jusqu'à 5 000 personnes, soit le tiers des habitants de la ville.  Fermée en 1979, elle est devenue un lieu de tourisme[35]. En 2015, le complexe industriel de Fray Bentos, avec les bâtiments et les équipements de la Liebig Extract of Meat Company, entre dans la liste du patrimoine de l'Humanité[36].

Vers 1890, le corned-beef venant de Chicago via la France, constitue une denrée d'échange pour l'obtention du cola qui sert, à l'époque, à la fabrication du Coca-Cola. Ce singe est utilisé dans l'armée de Louis Archinard et le lieutenant Baratier, dans À travers l'Afrique (Fayard, Paris, 1910), écrit :

« Pendant six mois nous allions toucher journellement 300 gr de ce conglomérat de viande rougeâtre coupé de filaments graisseux.  À cette époque nous pouvions encore avoir l'illusion que le corned beef était du bœuf ! Depuis le fameux procès intenté à l'usine américaine, je me suis souvent demandé de quoi nous avions vécu et pour quelle proportion dans ces 54 kg, tous ceux qui se trouvaient à la colonne avaient droit au titre d'anthropophages sans le savoir ! »

De fait la composition du produit ne correspond pas forcément à l'annonce du contenu… En 1898 déjà, la qualité de la viande en boîte était fortement contestée au sein de l'armée américaine.

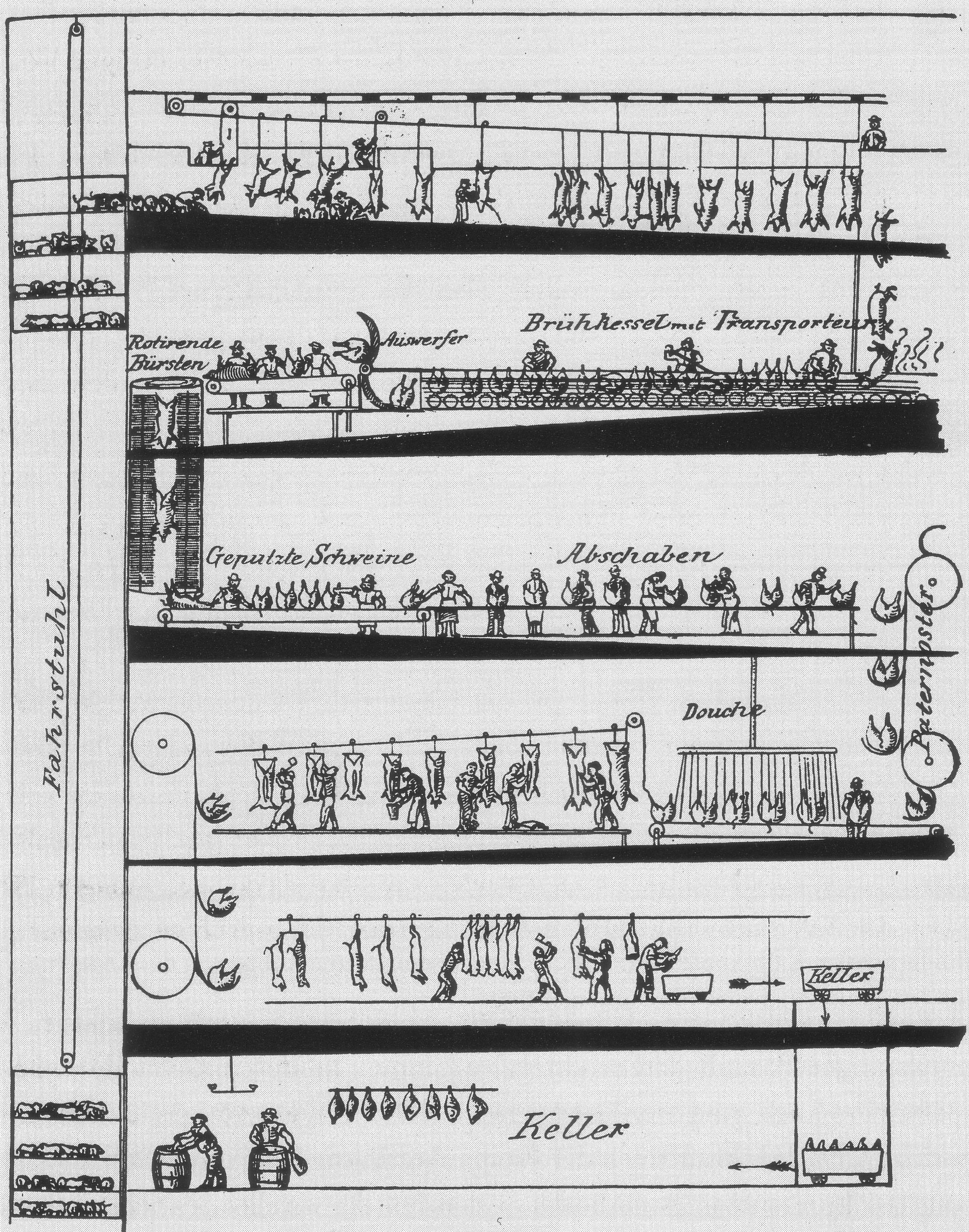
Schéma de la chaine de travail dans un abattoir américain en 1903 pour la viande de porc (Schweine veut dire cochons en allemand).

En 1904, le journaliste Upton Sinclair enquête pendant sept semaines, en vivant parmi les ouvriers, sur les conditions de travail dans les abattoirs de Chicago. La Jungle, le livre qu'il en tire, sort le 28 février 1906 et fait l'effet d'une bombe : il y dénonce non seulement des conditions de vie et de travail atroces, les magouilles électorales, la corruption, le pouvoir des trusts mais y expose aussi, en long en large et en détail, les procédés de fabrication du corned-beef, des saucisses, du saindoux, etc. Les Américains et le monde découvrent l'horreur. Les produits manufacturés contiennent de tout jusqu'aux déchets de fabrication, aux rats, jusqu'à de la viande de bœufs tuberculeux et à celle des ouvriers tombés dans les cuves géantes de préparation des produits ! Le scandale est tel que l'écrivain est reçu par le président Théodore Roosevelt et que le Pure Food and Drug Act, constituant un premier pas pour la protection des consommateurs, est voté le 30 juin de l'année même de la publication de l'œuvre.
Les entreprises avaient multiplié les dénominations pour le corned-beef sans que le produit soit pour autant différent ; on relève notamment le "Corned beef" et le "Helmet corned beef" de Libby (Chicago), le "Lion corned beef" de la Fairbank Canning Cy (Chicago), le "Rex corned beef" de la Cudahy Canning Cy (Omaha), le "Compressed cooked corned beef" de l’Armour Canning Company (Chicago), etc..

Le faible volume d'encombrement, étant un atout évident, est utilisé comme argument publicitaire jusqu'en 1951 par la marque Hereford, qui y ajoute le confort d'utilisation en pleine nature, la qualité et la saveur de viandes de « premier choix », la composition (« 340 gr. de viande sans os ! ») et les « mille façons de préparer le corned beef ».

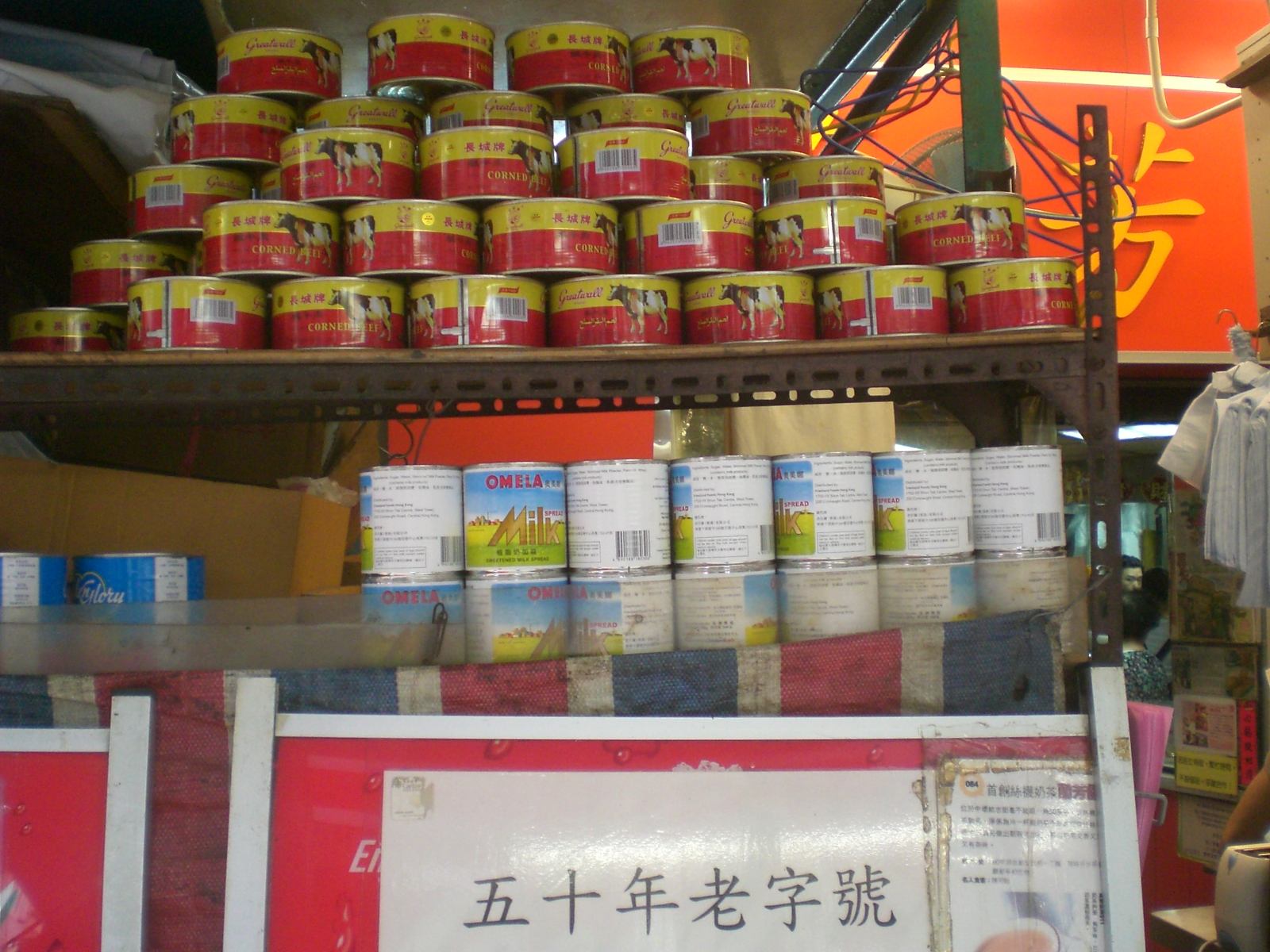
Boîtes de corned-beef à Hong Kong.

Le corned-beef s'est exporté rapidement dans le monde entier. Dans l'archipel des Iles Gilbert, vers 1890, il constitue un appoint à l'alimentation locale basée sur la noix de coco, le poisson, le babai et les fruits de l'arbre à pain ; à Moruroa, le repas de corned-beef en devient le Pouno Pua Toro dénommé aussi punu pua'a toro à Tahiti où il est mangé le soir sur du pain, avec du café ou de l'eau chaude sucrée.  Les Africains l'apprécient fort ; trop cher pour eux au début du XXe siècle, il se démocratise ensuite et est intégré à d'autres mets. 
Le corned-beef constitue le plus souvent une nourriture pour les gens peu fortunés ; on le retrouve aussi dans les cantines pour SDF françaises, encore dans les années 1990 comme dans les prisons (et dans certaines de celles-ci, la boîte de 220 gr constitue une ration de nourriture exceptionnelle pour 48 heures).

## Seconde Guerre mondiale
Le corned-beef a joué un rôle non négligeable dans la Seconde Guerre mondiale.  
Il a fait partie de la ration K (ration de nourriture individuelle de combat des soldats US), qui malgré les problèmes nutritionnels qu'elle a posés à ceux qui la consommaient trop longtemps, a largement résolu le problème du ravitaillement en campagne.
Il a fait partie de l'aide économique fournie par les Anglo-Saxons à l'URSS dès 1941.
Par sa distribution aux populations, là ou les soldats américains arrivaient (que ce soit dans des parties du monde indirectement touchées par le conflit né en Europe ou lors de la libération des populations européennes qui avaient souffert de la faim), il a promu une image positive des Américains et de leur mode de vie, et a modifié celui de nombreuses populations.

« Quel choc ! On aurait dit des Martiens qui débarquaient.  Nous avions étudié l'histoire des États-Unis d'Amérique, Lafayette et tout le reste… Mais là, on voyait enfin les Yankees avec toutes ces armes inconnues, des camions, des bulldozers, les Jeep… Depuis les Américains, tout a changé au séminaire : vêtements, menus.  Au réfectoire, les rations des GI's sont apparues sur la table… […] Les soldats nous distribuaient facilement pistaches, chewing-gum et boîtes de corned-beef […] Ce sont les Américains qui ont fait évoluer tous les Kanak en général ! »

— Gabriel Païta : témoignage kanak

« Après le débarquement, le passage de l'armée américaine fut un choc pour les Français : c'est la révélation de l'extraordinaire puissance américaine, c'est la jeunesse et la modernité qui viennent bousculer une France figée dans ses archaïsmes et ses routines. Les Français découvrent les cigarettes blondes, Camel et Philip Morris, le chewing-gum, le corned-beef, le café en poudre, les œufs en poudre, la pénicilline. Les Américains semblent tout avoir, toujours en quantité inépuisable. »

— Philippe Roger, Rêves et cauchemars américains. Les États-Unis au miroir de l'opinion publique française (1945-1953)
Si en août 1944, pour la libération de Paris, la ville de Buenos Aires offre à chaque habitant de la capitale une boîte de corned-beef, le ravitaillement des Français ne comporte pourtant en octobre suivant que 150 g de viande et 85 g par semaine d'un corned-beef qui fait bien vite, avec l'essence, la farine et les cigarettes, l'objet d'un trafic suffisant pour provoquer l'association de la Gendarmerie nationale avec la police militaire (MP) américaine.

## Connotation négative
L'usage répétitif du corned-beef par les soldats en campagne crée une lassitude décrite notamment par Hugh C. Hulse, militaire en 1918-1919, au point que le partage d'un seul navet pour deux personnes a pu être préféré à la ration de viande en boîte et de pain du déjeuner. 
D'autre part, comme le font remarquer différents auteurs, c'est en corned-beef que les « Blancs » transformaient les « Noirs » pour les vendre sur le marché indigène, selon la rumeur congolaise de la mi-XXe siècle.
La texture fait comparer parfois cette viande à « une sorte de pâté pour chats », l'odeur en est jugée rance, et le corned-beef devient peu à peu le symbole négatif d'une nation dominante, que ce soit par rapport à l'Europe ou à l'Afrique.

## Arts
- La Jungle de Upton Sinclair décrit les conditions de fabrication de ce produit carné, en 1906.
- Le homard et la boîte de corned-beef est une fable en vers libres de Alfred Jarry, incluse dans Gestes et opinions du docteur Faustroll, pataphysicien[60] (publié en 1911) ;
- Dans Tintin en Amérique (1932), deux vignettes illustrent à elles seules le rêve de l'automatisation totale des usines : dans la première, le bétail entre dans l'usine « sur un tapis roulant, à la queue-leu-leu » et en sort, dans la deuxième vignette où le texte du phylactère précise « Tout se fait automatiquement », sous forme de blocs de corned-beef et de saucisses ;
- Corned Beef & Carnage est le titre du 5e épisode de la 3e saison de la série télévisée américaine Arabesque sorti le 2 novembre 1986 ;
- Corned-beef est l'un des titres de l'album J'Suis Punk ! du groupe Bulldozer (sorti en 1978) ;
- L'Opération Corned-Beef est un film de Jean-Marie Poiré, France, 1991 ; le nom du film est expliqué dans les premières scènes par un jeu de mots sur burger, nom d'un des personnages, et beef, son surnom – corned beef permettant une identification pour les initiés dans le film ;
- Corned-beef est l'un des titres de l'album  Cissetive  du groupe rémois Bumblebees (sorti en 2003) ;
- Jean-Marie Gustave Le Clezio, dans Ritournelle de la faim, Gallimard, 2008, partiellement autobiographique, parle de la libération de la faim qu'a constitué la distribution de chocolat, corned-beef et lait en poudre par les soldats américains ;
- Yann Queffélec, dans la Barbaque annoncée par Fayard en 2008, devait imaginer une enquête menée en 2015 sur Euroviande, un réseau européen de viandes conditionnées, qui fait avec des porcs malades, gavés d'antibiotiques, du corned-beef « où se retrouvent les ganglions infectés, le pus des ganglions, les abcès, leurs peaux mortes »[61]. Dans La puissance des corps éditée en 2009, il décrit impitoyablement les pratiques d’abattage et de conservation de la viande, telles qu’il les a découvertes dans la réalité grâce à un professionnel du secteur[62].
- Au Québec, la série télévisée Une grenade avec ça? mentionne le mets dans son générique introductif.

## Citation
Raymond Queneau, dans On est toujours trop bon avec les femmes. Un roman irlandais de Sally Mara, en écrivant  « Le corned-beef est moins bon une heure avant la mort que huit jours après » fait référence à la sexualité.

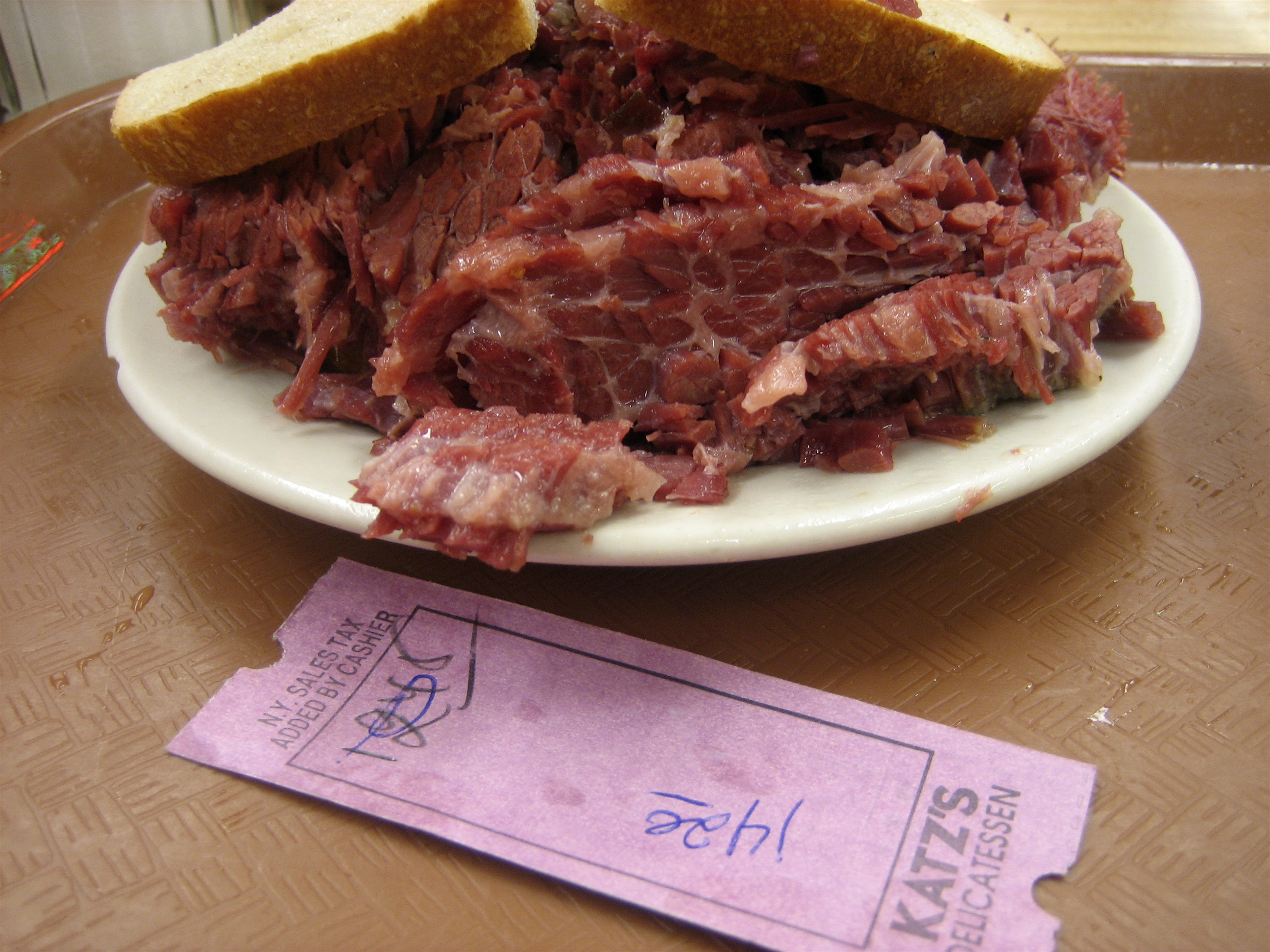
Sandwich au corned-beef du Katz's Delicatessen, New York.

→ Annie Ernaux, dans Les années : "La sollicitude de la grande distribution allait jusqu'à mettre à la disposition des pauvres des rayons de produits en vrac et bas de gamme, sans marque, corned-beef, pâté de foie, qui rappelaient aux nantis la pénurie et l'austérité des anciens pays de l'Est". ERNAUX Annie, Les années, [2008], Paris, Gallimard, coll. « folio », 2010, p.229.

## Anecdotes
- Le corned-beef (en garniture de sandwich) a été dégusté pour la première fois (et sans autorisation), en dehors de l'espace terrestre, par l'astronaute John Watts Young en 1965[64], lors de la mission Gemini 3. Young avait caché le sandwich dans une poche de sa combinaison spatiale[64] ;
- « Corned beef row » est le surnom de la Pratt Street (rue Pratt) de Baltimore.